# Onzième circonscription de la Seine-Saint-Denis
La onzième circonscription de la Seine-Saint-Denis est l'une des douze circonscriptions législatives françaises que compte le département de la Seine-Saint-Denis (93) situé en région Île-de-France, à l'issue du redécoupage en vigueur depuis les élections de 2012.

## Description géographique et démographique
La onzième circonscription de la Seine-Saint-Denis est délimitée par le découpage électoral de l'ordonnance n° 2009-935 du 29 juillet 2009 et recouvre excactement celle issue de la loi no 86-1197 du 24 novembre 1986
, elle regroupe les divisions administratives suivantes : communes de Sevran, Tremblay-en-France et Villepinte.
D'après le recensement de la population en 2014, réalisé par l'Institut national de la statistique et des études économiques (INSEE), la population de cette circonscription est estimée à 120 625 habitants, alors que la moyenne départementale est de 130 919 habitants.

## Historique des députations
| Législature | Début de mandat | Fin de mandat  | Député            | Parti politique      | Observations                                                                           |
| ----------- | --------------- | -------------- | ----------------- | -------------------- | -------------------------------------------------------------------------------------- |
| IXe         | 23 juin 1988    | 1er avril 1993 | François Asensi   | PCF                  |                                                                                        |
| Xe          | 2 avril 1993    | 21 avril 1997  | François Asensi,  | PCF,                 | Mandat écourté à la suite d'une dissolution parlementaire décidée par Jacques Chirac.  |
| XIe         | 12 juin 1997    | 18 juin 2002   | François Asensi,  | PCF,                 |                                                                                        |
| XIIe        | 19 juin 2002    | 19 juin 2007   | François Asensi,  | PCF,                 |                                                                                        |
| XIIIe       | 20 juin 2007    | 19 juin 2012   | François Asensi   | PCF puis FASE        |                                                                                        |
| XIVe        | 20 juin 2012    | 20 juin 2017   | François Asensi   | FASE puis Ensemble ! |                                                                                        |
| XVe         | 21 juin 2017    | 21 juin 2022   | Clémentine Autain | LFI                  |                                                                                        |
| XVIe        | 22 juin 2022    | 9 juin 2024    | Clémentine Autain | LFI                  | Mandat écourté à la suite d'une dissolution parlementaire décidée par Emmanuel Macron. |
| XVIIe       | 8 juillet 2024  | En cours       | Clémentine Autain | L'Après              |                                                                                        |

## Historique des élections

### Élections législatives de 1988
| Candidat       | Candidat                      | Parti          | Premier tour | Premier tour | Second tour | Second tour |  |
| Candidat       | Candidat                      | Parti          | Voix         | %            | Voix        | %           |  |
| -------------- | ----------------------------- | -------------- | ------------ | ------------ | ----------- | ----------- |  |
|                | François Asensi sortant réélu | PCF            | 9 044        | 29,68        | 15 441      | 100,00      |  |
|                | Robert Dray                   | PS             | 9 027        | 29,62        | Retrait     | Retrait     |  |
|                | Roger Holeindre sortant       | FN             | 5 256        | 17,25        |             |             |  |
|                | Gérard Sauvagnat              | diss. UDF      | 5 051        | 16,57        |             |             |  |
|                | Claude Bravet                 | UDF (URC)      | 2 096        | 6,88         |             |             |  |
|                |                               |                |              |              |             |             |  |
| Inscrits       | Inscrits                      | Inscrits       | 52 271       | 100,00       | 52 270      | 100,00      |  |
| Abstentions    | Abstentions                   | Abstentions    | 21 273       | 40,7         | 29 719      | 56,86       |  |
| Votants        | Votants                       | Votants        | 30 998       | 59,3         | 22 551      | 43,14       |  |
| Blancs et nuls | Blancs et nuls                | Blancs et nuls | 524          | 1,69         | 7 110       | 31,53       |  |
| Exprimés       | Exprimés                      | Exprimés       | 30 474       | 98,31        | 15 441      | 68,47       |  |

Le suppléant de François Asensi était Bernard Vergnaud, maire de Sevran, conseiller général du canton de Sevran.
Le conseil constitutionnel annule l'élection au motif d'un écart de 20 voix entre le nombre de bulletins et enveloppes trouvés dans les urnes et celui des émargements sur les listes électorales au premier tour, alors qu'Asensi ne dépasse Dray que de 17 voix.

### Élection législative partielle de 1989
| Candidat       | Candidat                      | Parti             | Premier tour | Premier tour | Second tour | Second tour |  |
| Candidat       | Candidat                      | Parti             | Voix         | %            | Voix        | %           |  |
| -------------- | ----------------------------- | ----------------- | ------------ | ------------ | ----------- | ----------- |  |
|                | François Asensi sortant réélu | PCF               | 8 938        | 41,75        | 8 689       | 100,00      |  |
|                | Robert Dray                   | PS                | 5 181        | 24,2         | Retrait     | Retrait     |  |
|                | Sylvain Garant                | RPR               | 3 982        | 18,6         |             |             |  |
|                | Roger Holeindre               | FN                | 2 564        | 11,98        |             |             |  |
|                | Gilda Danet                   | Divers écologiste | 682          | 3,19         |             |             |  |
|                | Marc Fumey                    | POE               | 62           | 0,29         |             |             |  |
|                |                               |                   |              |              |             |             |  |
| Inscrits       | Inscrits                      | Inscrits          | 52 446       | 100,00       | 52 438      | 100,00      |  |
| Abstentions    | Abstentions                   | Abstentions       | 30 666       | 58,47        | 41 590      | 79,31       |  |
| Votants        | Votants                       | Votants           | 21 780       | 41,53        | 10 848      | 20,69       |  |
| Blancs et nuls | Blancs et nuls                | Blancs et nuls    | 371          | 1,7          | 2 159       | 19,9        |  |
| Exprimés       | Exprimés                      | Exprimés          | 21 409       | 98,3         | 8 689       | 80,1        |  |

Le suppléant de François Asensi était Bernard Vergnaud.

### Élections de 1993
| Candidat       | Candidat                      | Parti          | Premier tour | Premier tour | Second tour | Second tour |  |
| Candidat       | Candidat                      | Parti          | Voix         | %            | Voix        | %           |  |
| -------------- | ----------------------------- | -------------- | ------------ | ------------ | ----------- | ----------- |  |
|                | François Asensi sortant réélu | PCF            | 9 976        | 30,17        | 17 630      | 52,87       |  |
|                | Jacques Oudot                 | RPR (UPF)      | 8 166        | 24,7         | 15 718      | 47,13       |  |
|                | Roger Holeindre               | FN             | 5 986        | 18,11        |             |             |  |
|                | Jean-Claude Mejsak            | PS (ADFP)      | 2 453        | 7,42         |             |             |  |
|                | Jean-François Baillon         | GÉ (EÉ)        | 1 994        | 6,03         |             |             |  |
|                | Nicole Petit                  | Extrême droite | 1 096        | 3,32         |             |             |  |
|                | Jean-Jacques Franchtein       | AP             | 778          | 2,35         |             |             |  |
|                | Geneviève Meyer               | LT-LNÉ         | 552          | 1,67         |             |             |  |
|                | Cécile Pahour                 | Divers droite  | 505          | 1,53         |             |             |  |
|                | Sandra Rosendale              | LO             | 429          | 1,3          |             |             |  |
|                | Marie-Josèphe Descarpentries  | Divers droite  | 428          | 1,29         |             |             |  |
|                | René Magne                    | Divers         | 285          | 0,86         |             |             |  |
|                | Louis Ducret                  | Divers         | 241          | 0,73         |             |             |  |
|                | Jean-Philippe Rodony          | Régionaliste   | 172          | 0,52         |             |             |  |
|                |                               |                |              |              |             |             |  |
| Inscrits       | Inscrits                      | Inscrits       | 52 645       | 100,00       | 52 641      | 100,00      |  |
| Abstentions    | Abstentions                   | Abstentions    | 18 332       | 34,82        | 17 372      | 33          |  |
| Votants        | Votants                       | Votants        | 34 313       | 65,18        | 35 269      | 67          |  |
| Blancs et nuls | Blancs et nuls                | Blancs et nuls | 1 252        | 3,65         | 1 921       | 5,45        |  |
| Exprimés       | Exprimés                      | Exprimés       | 33 061       | 96,35        | 33 348      | 94,55       |  |

Le suppléant de François Asensi était Bernard Vergnaud.

### Élections de 1997
| Candidat       | Candidat                      | Parti             | Premier tour | Premier tour | Second tour | Second tour |  |
| Candidat       | Candidat                      | Parti             | Voix         | %            | Voix        | %           |  |
| -------------- | ----------------------------- | ----------------- | ------------ | ------------ | ----------- | ----------- |  |
|                | François Asensi sortant réélu | PCF               | 10 897       | 32,53        | 21 699      | 66,68       |  |
|                | Roger Holeindre               | FN                | 7 349        | 21,94        | 10 844      | 33,32       |  |
|                | Jacques Oudot                 | RPR               | 6 691        | 19,97        |             |             |  |
|                | André Touati                  | PS                | 3 781        | 11,29        |             |             |  |
|                | Jean-François Baillon         | Les Verts         | 1 325        | 3,96         |             |             |  |
|                | Sandra Rosendale              | LO                | 856          | 2,56         |             |             |  |
|                | Omar Bettahar                 | Divers            | 509          | 1,52         |             |             |  |
|                | Claudine Clavié               | LDI (CNIP)        | 451          | 1,35         |             |             |  |
|                | Daniel Garcette               | GÉ                | 386          | 1,15         |             |             |  |
|                | Maurice Le Calvez             | MÉI               | 363          | 1,08         |             |             |  |
|                | Christian Darceaux            | SÉGA              | 334          | 1            |             |             |  |
|                | Sylviarnedi                   | PT                | 247          | 0,74         |             |             |  |
|                | Muriel Raichman               | Divers écologiste | 213          | 0,64         |             |             |  |
|                | Mariane Auzeau                | Divers            | 56           | 0,17         |             |             |  |
|                | Fabrice Beaur                 | Extrême droite    | 39           | 0,12         |             |             |  |
|                | Gérard Deville                | Divers            | 0            | 0            |             |             |  |
|                |                               |                   |              |              |             |             |  |
| Inscrits       | Inscrits                      | Inscrits          | 53 994       | 100,00       | 53 987      | 100,00      |  |
| Abstentions    | Abstentions                   | Abstentions       | 19 235       | 35,62        | 18 261      | 33,82       |  |
| Votants        | Votants                       | Votants           | 34 759       | 64,38        | 35 726      | 66,18       |  |
| Blancs et nuls | Blancs et nuls                | Blancs et nuls    | 1 262        | 3,63         | 3 183       | 8,91        |  |
| Exprimés       | Exprimés                      | Exprimés          | 33 497       | 96,37        | 32 543      | 91,09       |  |

La suppléante de François Asensi était Michèle Dabé, conseillère municipale de Sevran.

### Élections de 2002
| Candidat       | Candidat                      | Parti            | Premier tour | Premier tour | Second tour | Second tour |  |
| Candidat       | Candidat                      | Parti            | Voix         | %            | Voix        | %           |  |
| -------------- | ----------------------------- | ---------------- | ------------ | ------------ | ----------- | ----------- |  |
|                | François Asensi sortant réélu | PCF              | 10 486       | 34,27        | 15 749      | 57,12       |  |
|                | Martine Valleton              | UMP              | 6 875        | 22,47        | 11 822      | 42,88       |  |
|                | Roger Holeindre               | FN               | 4 865        | 15,9         |             |             |  |
|                | Michèle Bouichou              | PS               | 3 077        | 10,05        |             |             |  |
|                | Jacques Oudot                 | RPF              | 1 567        | 5,12         |             |             |  |
|                | Lino Ferreira                 | Les Verts        | 817          | 2,67         |             |             |  |
|                | Dominique Bailly              | Divers droite    | 802          | 2,62         |             |             |  |
|                | Omar Bettahar                 | Divers gauche    | 592          | 1,93         |             |             |  |
|                | Vincent Perfetti              | MNR              | 340          | 1,11         |             |             |  |
|                | Chantal Demay-Mejias          | LO               | 269          | 0,88         |             |             |  |
|                | Daniel Kpode                  | Pôle républicain | 267          | 0,87         |             |             |  |
|                | Sylvia Farnedi                | LCR              | 249          | 0,81         |             |             |  |
|                | Wilfrid Falkenburg            | MÉI              | 127          | 0,42         |             |             |  |
|                | Claude Mathez                 | ND               | 92           | 0,3          |             |             |  |
|                | Patrice Sinaud                | GÉ               | 89           | 0,29         |             |             |  |
|                | Micheline Guillemette         | PT               | 88           | 0,29         |             |             |  |
|                |                               |                  |              |              |             |             |  |
| Inscrits       | Inscrits                      | Inscrits         | 51 531       | 100,00       | 51 528      | 100,00      |  |
| Abstentions    | Abstentions                   | Abstentions      | 20 488       | 39,76        | 22 982      | 44,6        |  |
| Votants        | Votants                       | Votants          | 31 043       | 60,24        | 28 546      | 55,4        |  |
| Blancs et nuls | Blancs et nuls                | Blancs et nuls   | 441          | 1,42         | 975         | 3,42        |  |
| Exprimés       | Exprimés                      | Exprimés         | 30 602       | 98,58        | 27 571      | 96,58       |  |

La suppléante de François Asensi était Simonne Froger, infirmière, cadre des hôpitaux, de Sevran.

### Élections de 2007
| Candidat       | Candidat                      | Parti          | Premier tour | Premier tour | Second tour | Second tour |  |
| Candidat       | Candidat                      | Parti          | Voix         | %            | Voix        | %           |  |
| -------------- | ----------------------------- | -------------- | ------------ | ------------ | ----------- | ----------- |  |
|                | François Asensi sortant réélu | PCF            | 10 509       | 33,06        | 17 464      | 56,75       |  |
|                | Martine Valleton              | UMP            | 10 449       | 32,87        | 13 307      | 43,25       |  |
|                | Christophe Borgel             | PS             | 5 467        | 17,2         |             |             |  |
|                | Roger Holeindre               | FN             | 1 723        | 5,42         |             |             |  |
|                | Yvon Kergoat                  | UDF–MoDem      | 1 298        | 4,08         |             |             |  |
|                | Viet Tan Tran Tan             | Les Verts      | 788          | 2,48         |             |             |  |
|                | Marc Hennebert                | LCR            | 392          | 1,23         |             |             |  |
|                | Nathalie Soutinho             | MPF            | 350          | 1,1          |             |             |  |
|                | Michèle Coste                 | MNR            | 239          | 0,75         |             |             |  |
|                | Daniel Kpode                  | MRC            | 172          | 0,54         |             |             |  |
|                | Yves Guillemot                | LO             | 166          | 0,52         |             |             |  |
|                | Micheline Guillemette         | PT             | 127          | 0,4          |             |             |  |
|                | Olivier de Sousa              | Divers         | 108          | 0,34         |             |             |  |
|                | Olivier Flumian               | Divers         | 1            | 0            |             |             |  |
|                |                               |                |              |              |             |             |  |
| Inscrits       | Inscrits                      | Inscrits       | 58 653       | 100,00       | 58 750      | 100,00      |  |
| Abstentions    | Abstentions                   | Abstentions    | 26 416       | 45,04        | 27 218      | 46,33       |  |
| Votants        | Votants                       | Votants        | 32 237       | 54,96        | 31 532      | 53,67       |  |
| Blancs et nuls | Blancs et nuls                | Blancs et nuls | 448          | 1,39         | 761         | 2,41        |  |
| Exprimés       | Exprimés                      | Exprimés       | 31 789       | 98,61        | 30 771      | 97,59       |  |

### Élections de 2012
Conformément au principe de la « discipline républicaine » entre candidats de gauche, Stéphane Gatignon, candidat EÉLV soutenu par le PS, s'est désisté en faveur de François Asensi, candidat du Front de gauche, laissant ce dernier seul en lice au second tour, aucun autre candidat n'ayant obtenu le nombre de voix suffisant au premier tour pour se maintenir. François Asensi a pour suppléante Clémentine Autain.
| Candidat       | Candidat                      | Parti                     | Premier tour | Premier tour | Second tour | Second tour |  |
| Candidat       | Candidat                      | Parti                     | Voix         | %            | Voix        | %           |  |
| -------------- | ----------------------------- | ------------------------- | ------------ | ------------ | ----------- | ----------- |  |
|                | François Asensi sortant réélu | FG (FASE)                 | 10 598       | 35,64        | 16 078      | 100,00      |  |
|                | Stéphane Gatignon             | EÉLV (PS)                 | 7 503        | 25,23        | Retrait     | Retrait     |  |
|                | Martine Valleton              | UMP (NC)                  | 5 373        | 18,07        |             |             |  |
|                | Pierre-Antoine Lebeault       | FN                        | 4 040        | 13,59        |             |             |  |
|                | Seid Ferrat                   | Divers                    | 811          | 2,73         |             |             |  |
|                | Fabrice Scagni                | MoDem                     | 332          | 1,12         |             |             |  |
|                | Jean-Marc Naumovic            | Divers écologiste (Cap21) | 300          | 1,01         |             |             |  |
|                | Patrice Sinaud                | Divers droite (DLR)       | 146          | 0,49         |             |             |  |
|                | Salah Keltoumi                | Extrême gauche (LO)       | 140          | 0,47         |             |             |  |
|                | Daniel Kpode                  | Divers gauche (MRC)       | 113          | 0,38         |             |             |  |
|                | Serge Grimaldi                | Extrême gauche (POI)      | 105          | 0,35         |             |             |  |
|                | Noël Lechat                   | Extrême gauche (NPA)      | 103          | 0,35         |             |             |  |
|                | Derradji Zeghlache            | Divers écologiste (AÉI)   | 94           | 0,32         |             |             |  |
|                | Nathalie Soutinho             | Divers droite (MPF)       | 75           | 0,25         |             |             |  |
|                | Maxime Dos Santos             | Divers (Pirate)           | 4            | 0,01         |             |             |  |
|                |                               |                           |              |              |             |             |  |
| Inscrits       | Inscrits                      | Inscrits                  | 62 048       | 100,00       | 62 048      | 100,00      |  |
| Abstentions    | Abstentions                   | Abstentions               | 31 866       | 51,36        | 41 646      | 67,12       |  |
| Votants        | Votants                       | Votants                   | 30 182       | 48,64        | 20 402      | 32,88       |  |
| Blancs et nuls | Blancs et nuls                | Blancs et nuls            | 445          | 1,47         | 4 324       | 21,19       |  |
| Exprimés       | Exprimés                      | Exprimés                  | 29 737       | 98,53        | 16 078      | 78,81       |  |

### Élections de 2017
Député sortant : François Asensi (Parti communiste français).
|                                                                                     |                                                                                |                           |                           |                          |                          |
|                                                                                     |                                                                                | Premier tour 11 juin 2017 | Premier tour 11 juin 2017 | Second tour 18 juin 2017 | Second tour 18 juin 2017 |
|                                                                                     |                                                                                |                           |                           |                          |                          |
|                                                                                     |                                                                                | Nombre                    | % des inscrits            | Nombre                   | % des inscrits           |
| Inscrits                                                                            | Inscrits                                                                       | 62 665                    | 100,00                    | 62 665                   | 100,00                   |
| Abstentions                                                                         | Abstentions                                                                    | 40 713                    | 64,97                     | 42 972                   | 68,57                    |
| Votants                                                                             | Votants                                                                        | 21 952                    | 35,03                     | 19 693                   | 31,43                    |
|                                                                                     |                                                                                |                           | % des votants             |                          | % des votants            |
| Bulletins blancs                                                                    | Bulletins blancs                                                               | 364                       | 1,66                      | 857                      | 4,35                     |
| Bulletins nuls                                                                      | Bulletins nuls                                                                 | 148                       | 0,67                      | 418                      | 2,12                     |
| Suffrages exprimés                                                                  | Suffrages exprimés                                                             | 21 440                    | 97,67                     | 18 418                   | 93,53                    |
|                                                                                     |                                                                                |                           |                           |                          |                          |
| Candidat Étiquette politique (partis et alliances)                                  | Candidat Étiquette politique (partis et alliances)                             | Voix                      | % des exprimés            | Voix                     | % des exprimés           |
|                                                                                     |                                                                                |                           |                           |                          |                          |
|                                                                                     | Clémentine Autain La France insoumise (Ensemble ! - Parti communiste français) | 7 977                     | 37,21                     | 10 962                   | 59,52                    |
|                                                                                     | Elsa Wanlin La République en marche !                                          | 6 062                     | 28,27                     | 7 456                    | 40,48                    |
|                                                                                     | Marie Mavande Front national                                                   | 3 080                     | 14,37                     |                          |                          |
|                                                                                     | Christine Perron Les Républicains (Union des démocrates et indépendants)       | 2 113                     | 9,86                      |                          |                          |
|                                                                                     | Laurent Chantrelle Parti socialiste                                            | 678                       | 3,16                      |                          |                          |
|                                                                                     | Céline Fréby Europe Écologie Les Verts                                         | 580                       | 2,71                      |                          |                          |
|                                                                                     | Kadri Said Divers (Union populaire républicaine)                               | 261                       | 1,22                      |                          |                          |
|                                                                                     | Isabelle Couffin-Guérin Lutte ouvrière                                         | 196                       | 0,91                      |                          |                          |
|                                                                                     | Salima Yenbou Écologiste (Mouvement 100 % - Alliance écologiste indépendante)  | 186                       | 0,87                      |                          |                          |
|                                                                                     | Daniel Kpodé Divers                                                            | 157                       | 0,73                      |                          |                          |
|                                                                                     | Micheline Guillemette Extrême gauche (Parti ouvrier indépendant démocratique)  | 150                       | 0,70                      |                          |                          |
| Source : Ministère de l'Intérieur - Onzième circonscription de la Seine-Saint-Denis |                                                                                |                           |                           |                          |                          |

### Élections de 2022
|                                                    |                                                                                       |                           |                           |                          |                          |
|                                                    |                                                                                       | Premier tour 12 juin 2022 | Premier tour 12 juin 2022 | Second tour 19 juin 2022 | Second tour 19 juin 2022 |
|                                                    |                                                                                       |                           |                           |                          |                          |
|                                                    |                                                                                       | Nombre                    | % des inscrits            | Nombre                   | % des inscrits           |
| Inscrits                                           | Inscrits                                                                              | 63 403                    | 100                       | 63 427                   | 100                      |
| Abstentions                                        | Abstentions                                                                           | 42 520                    | 67,06                     | 48 900                   | 77,10                    |
| Votants                                            | Votants                                                                               | 20 883                    | 32,94                     | 14 527                   | 22,90                    |
|                                                    |                                                                                       |                           | % des votants             |                          | % des votants            |
| Bulletins blancs                                   | Bulletins blancs                                                                      | 362                       | 1,73                      | 2691                     | 18,52                    |
| Bulletins nuls                                     | Bulletins nuls                                                                        | 153                       | 0,73                      | 540                      | 3,72                     |
| Suffrages exprimés                                 | Suffrages exprimés                                                                    | 20 368                    | 97,53                     | 11 296                   | 77,76                    |
|                                                    |                                                                                       |                           |                           |                          |                          |
| Candidat Étiquette politique (partis et alliances) | Candidat Étiquette politique (partis et alliances)                                    | Voix                      | % des exprimés            | Voix                     | % des exprimés           |
|                                                    |                                                                                       |                           |                           |                          |                          |
|                                                    | Clémentine Autain* Nouvelle Union populaire écologique et sociale La France insoumise | 9 400                     | 46,15                     | 11 296                   | 100,00                   |
|                                                    | Virginie de Carvalho Parti communiste français diss.                                  | 3 091                     | 15,18                     | Retrait                  | Retrait                  |
|                                                    | Renée Joly Rassemblement national                                                     | 2 672                     | 13,12                     |                          |                          |
|                                                    | Hakima Ouaret Ensemble                                                                | 2 181                     | 10,71                     |                          |                          |
|                                                    | Fabrice Scagni Divers centre                                                          | 776                       | 3,81                      |                          |                          |
|                                                    | Guillemette Dusausoy Reconquête                                                       | 549                       | 2,70                      |                          |                          |
|                                                    | Ton Tona Khul Divers droite                                                           | 425                       | 2,09                      |                          |                          |
|                                                    | Jean-Pierre Leverrier Parti animaliste                                                | 304                       | 1,49                      |                          |                          |
|                                                    | Emmanuel Naud Les Républicains                                                        | 269                       | 1,32                      |                          |                          |
|                                                    | Lynda Aït Mesghat Union des démocrates et indépendants                                | 236                       | 1,16                      |                          |                          |
|                                                    | François Meretrel Union des démocrates musulmans français                             | 193                       | 0,95                      |                          |                          |
|                                                    | Isabelle Couffin-Guérin Lutte ouvrière                                                | 163                       | 0,80                      |                          |                          |
|                                                    | Micheline Guillemette Parti ouvrier indépendant démocratique                          | 109                       | 0,54                      |                          |                          |
| * Députée sortante                                 |                                                                                       |                           |                           |                          |                          |

### Élections de 2024
| Candidat                 | Candidat                 | Parti et coalition       | Nuances                  | Premier tour | Premier tour |
| Candidat                 | Candidat                 | Parti et coalition       | Nuances                  | Voix         | %            |
| ------------------------ | ------------------------ | ------------------------ | ------------------------ | ------------ | ------------ |
|                          | Clémentine Autain        | LFI (NFP)                | UG                       | 22 209       | 62,65        |
|                          | Renée Joly               | RN                       | RN                       | 6 694        | 18,88        |
|                          | Faysa Bazini             | HOR (ENS)                | ENS                      | 3 702        | 10,44        |
|                          | Max Maran                | LR                       | LR                       | 1 658        | 4,68         |
|                          | Kahina Näit-Kaci         | UDI                      | DVD                      | 801          | 2,26         |
|                          | Charlotte Séchet         | LO                       | EXG                      | 388          | 1,09         |
|                          | Lucien Belzane           | NPA-R                    | EXG                      | 0            | 0,00         |
|                          |                          |                          |                          |              |              |
| Votes valides            | Votes valides            | Votes valides            | Votes valides            | 35 452       | 97,59        |
| Votes blancs             | Votes blancs             | Votes blancs             | Votes blancs             | 570          | 1,57         |
| Votes nuls               | Votes nuls               | Votes nuls               | Votes nuls               | 306          | 0,84         |
| Total                    | Total                    | Total                    | Total                    | 36 328       | 100          |
| Abstention               | Abstention               | Abstention               | Abstention               | 28 289       | 43,78        |
| Inscrits / participation | Inscrits / participation | Inscrits / participation | Inscrits / participation | 64 617       | 56,22        |

## [14]Notes et références